# Zaragoza (Puebla)
Zaragoza è una municipalità dello stato di Puebla, nel Messico centrale, il cui capoluogo è la località omonima.
Conta abitanti 15.444 (2010) e ha una estensione di 30,90 km². 	 		
Il nome della località ricorda la città spagnola di Saragozza.